# لائورا سانچس
لائورا سانچس (اسپانیایی: Laura Sánchez‎؛ زادهٔ ۲۹ مهٔ ۱۹۸۱) مدل و بازیگر اهل اسپانیا است.
از فیلم‌ها یا مجموعه‌های تلویزیونی که وی در آن‌ها نقش داشته‌است می‌توان به مردان پاکو و سه عروسی دیگر اشاره نمود.